# Christian Doppler
Christian Andreas Doppler (Salzburg, 29 november 1803 – Venetië, 17 maart 1853) was een Oostenrijkse wis- en natuurkundige naar wie het dopplereffect is genoemd. Hij ontdekte dit natuurkundige fenomeen in 1842. 

## Leven

### Jeugd
Doppler werd in 1803 in de Oostenrijkse Stad Salzburg aan de Makartplatz 1 geboren als zoon in de bekende steenhouwersfamilie Doppler. Hij was het derde kind en de tweede zoon van Johann Evangelist Doppler en diens vrouw Theresia Seeleithner. Als kind bracht hij urenlang door op de plaatselijke begraafplaats met het tekenen van engelen en andere figuren, die hij dan later in de familieonderneming probeerde te modelleren. De stoffige omgeving in de steenhouwerij heeft waarschijnlijk de grondslag gelegd voor zijn longaandoening, waar hij later op 49-jarige leeftijd aan zou sterven. Hij bezocht de basisschool in Salzburg en de Deutsche Normal Schule in Linz. Aangezien hij een tengere en slanke lichaamsbouw had was hij ongeschikt voor een beroepscarrière als steenhouwer. Hij werd door zijn vader naar Simon Stampfer gestuurd. Deze ontdekte al snel zijn aanleg voor wis- en natuurkunde.

### Studie
Op aanraden van Simon Stampfer werd de achttienjarige Christian naar het Polytechnisch Instituut in Wenen gestuurd. Na ruim twee jaar keerde hij naar Salzburg terug en besloot hij het gymnasium te bezoeken. Dit sloot hij af in de helft van de voorgeschreven tijd. Daarna volgde hij filosofische studies, leerde de moderne talen Engels, Frans en Italiaans en daarnaast nog boekhouden en bedrijfskunde.

### Huwelijk
Op 11 april 1836 trad Christian Doppler in het huwelijk met Mathilde Sturm (11 november 1813 – 22 april 1874). Zij was de dochter van een goudsmid uit Salzburg. Een jaar later werd hun eerste dochter Mathilde geboren. Rond deze tijd vertrok de jonge familie Doppler naar Praag, waar Christian een aanstelling als assistent-professor voor hogere wiskunde en praktische meetkunde had verkregen. In de volgende acht jaren werden nog vier kinderen geboren, Ludwig, Adolf, Bertha en Hermann.

## Werk
Na het beëindigen van zijn studies kreeg hij in 1829 een aanstelling als assistent van de wiskunde docent Adam Burg aan het Polytechnisch Instituut in Wenen. In deze periode ontstond zijn eerste wetenschappelijke werk met de titel: Ein Beitrag zur Theorie von Parallelen, daarna in hetzelfde jaar volgende nog twee werken. Het werk Die wahrscheinliche Ursache der Elektricitäts–Erregung durch Berührung vervaardigde Doppler in 1833. Daarna eindigde zijn aanstelling in Wenen en er volgt een dieptepunt in Dopplers carrière. Ondanks vele sollicitaties vindt hij geen werk op zijn niveau, en begint als boekhouder in de katoenspinnerij Wachtel & Co in de omgeving van Bruck an der Leitha gelegen in Bondsland Neder-Oostenrijk. Een jaar later treft Doppler uit wanhoop voorbereidingen om naar Amerika te emigreren, hij verkoopt zijn bezittingen om de reis te financieren maar krijgt dan toch nog een aanstelling in Praag, gelegen in het toenmalige Keizerrijk Oostenrijk-Hongarije. 
Hij begon hier als hoogleraar voor Wiskunde en boekhouding aan de Realschule Praag. In deze jaren schreef Doppler verschillende wetenschappelijke artikelen over Natuurkunde, Wiskunde en Astronomie. Met als resultaat dat hij in 1838 de positie als suppliërende Professor voor hogere Wiskunde en praktische Geometrie aan het technische instituut toegewezen kreeg. In 1841 wordt Christian Doppler zelfs als Ordentlichen Professor aangewezen.  En ook de in 1840 ontstaande Koniglich Böhmische Gesellschaft der Wissenschaften willen dat Doppler zich als buitengewoon lid aansluit. Hier draagt hij zijn beroemde werk Über das farbige Licht der Doppelsterne voor. Na een periode van dertien jaar verlaat Doppler met zijn Familie Praag en verhuist naar Schemnitz (nu Slowakije) om aan de K.K. Bergakademie Professor voor Wiskunde, Natuurkunde en Mechaniek te worden. In 1848 kreeg Doppler van de Universiteit Praag een eredoctoraat toegewezen. In hetzelfde jaar verhuisde Doppler door onrustige opstanden van Schemnitz naar Wenen, waar hij de positie als Professor voor praktische Geometrie aan het Polytechnisch Instituut Wenen van Simon Stampfer overnam. Director en medestichter van het Physikalischen instituut in Wenen werd Christian Doppler in 1850, op zijn zesenveertigste verjaardag was dit zijn hoogtepunt in zijn carrière.  

### Dopplereffect
In 1842 hield Doppler voor het "Köninglich Böhmischen Gesellschaft der Wissenschaften" in Praag "in der naturwissenschaftlichen Sectionssitzung" zijn beroemde voordracht Über das farbige Licht der Doppelsterne und einiger anderer Gestirne des Himmels. In deze beroemde publicatie stelt Doppler dat de frequentie van een golf toeneemt als de waarnemer beweegt in de richting van de bron en afneemt als hij zich van de bron af beweegt. Deze theorie werd in februari 1845 getest door de Nederlander Christophorus Buys Ballot op de enkelsporige Rhijnspoorweg tussen Utrecht en Maarsen.
Ter illustratie vergelijkt hij dit effect met een schip dat varend tegen de golven in frequenter golven ontmoet dan wanneer het met de golven meevaart. In zijn oorspronkelijke publicatie maakt hij gebruik van tekeningen om zijn principe uit te leggen. Het dopplereffect heeft grote invloed gehad op de wetenschap, de radartechniek is hier door ontwikkeld, in de astronomie, geodesie, en zelfs in de geneeskunde kan op deze relatief eenvoudige formule teruggegrepen worden.

### Hypothese over blauwe kleur van de sterren
Vervolgens verklaarde Doppler met dit principe de blauwe kleur van sterren doordat zij de waarnemer zouden naderen, en de rode kleur doordat ze zich verwijderen. Deze conclusie baseerde hij op de onjuiste aanname dat elke ster zuiver wit licht uitzendt. Doppler voorspelde zelfs dat bepaalde sterren (optisch) zouden verdwijnen doordat hun snelheden zo groot waren dat ze buiten het spectrum van het zichtbare licht zouden geraken. In werkelijkheid wordt de kleur bepaald door de temperatuur van de ster. Enkele jaren later, in 1849, zou Hippolyte Fizeau wijzen op de mogelijkheid om de verschuiving van spectraallijnen van sterren te meten.

## Eerbewijzen
Door dezelfde universiteit in Praag werd Doppler een eredoctoraat in de filosofie verleend, terwijl de stadsraad aan de gevel van het huis, waarin hij het Dopplerprincipe gestalte gaf, een gedenksteen liet aanbrengen. In verband met politieke onrust week Doppler uit naar Wenen en werd daar hoogleraar in de experimentele natuurkunde. Korte tijd later overleed hij in Venetië 1853 op 49-jarige leeftijd aan een longaandoening, die hij al sinds zijn kindheid met zich meedroeg.

## Permanente tentoonstelling
In Salzburg bevindt zich in het Haus der Natur een Christian Doppler tentoonstelling ter nagedachtenis aan een in zijn eigen tijd relatief onbekende wetenschapper. Hij heeft zich nooit kunnen realiseren hoeveel praktische en zeer belangrijke toepassingen er op basis van het dopplerprincipe zouden worden ontwikkeld.
- Biblioteca Nacional de España: XX1752668
- Bibliothèque nationale de France: cb124881705 (data)
- Gemeinsame Normdatei: 118854372
- International Standard Name Identifier: 0000 0001 0900 839X
- Library of Congress Control Number: n87818168
- Nationale Bibliotheek van Tsjechië: jn20000700421
- Nationale Bibliotheek van Israël: 987007260526405171
- Nederlandse Thesaurus van Auteursnamen: 070738440
- SNAC: w6086qw6
- Système universitaire de documentation: 034090169
- Virtual International Authority File: 51792076
- WorldCat: E39PBJkHj9KfJyWGTGWgfFJhpP

airy-schijf · amplitude · brekingsindex · brewsterhoek · dopplereffect · fase · foto-elektrisch effect · frequentie · fresnelvergelijkingen · fresnel-zoneplaat · getal van Abbe · golffront · golflengte · holografie · intensiteit · interferometer ·  laser · lasersnijden · lichtenergie · lichtgrootheden en -eenheden · lichtmeter · lichtsnelheid · lichtsterkte · lichtstroom · Mach-Zehnder-interferometer · Michelson-interferometer · ooggevoeligheid · optische vezel · polarimeter · polarisatie · poynting-vector · principe van Huygens-Fresnel · principe van Fermat · prisma · schlierenoptica · specifieke lichtstroom · stralingsdeler · tralie · transversale golf · verlichtingssterkte · wet van Bragg
infrarood · kleur · licht · monochromatisch licht · spectrum · ultraviolet · wit licht
absorptie · coherentie · diffractie · dispersie · interferentie · lichtbreking · reflectie · totale interne reflectie · transmissie
emissie · gestimuleerde emissie · fluorescentie · fosforescentie · luminantie · luminescentie
fluorescentiespectroscopie · spectraalanalyse · spectraallijn · Spectroscopie · UV/VIS-spectroscopie
halo · newtonring
David Brewster · Christian Doppler · Charles Fabry · Pierre de Fermat · Joseph von Fraunhofer · Dennis Gabor · Augustin Fresnel · Heinrich Hertz · Christiaan Huygens · Hendrik Lorentz · Albert Michelson · James Clerk Maxwell · Edward Morley · Isaac Newton · Alfred Pérot · Thomas Young